# Edirnespor Gençlik Kulübü
L'Edirnespor Gençlik Kulübü è una società con sede a Edirne, in Turchia. Fondato nel 1966, il club nel 2013-2014 milita nella Bölgesel Amatör Lig. Il club gioca le gare casalinghe al 25 Kasım Stadyumu, che ha una capacità di 4000 posti a sedere.

## Statistiche
- TFF 1. Lig: 1966-1969, 1978-1990, 1994-1999
- TFF 2. Lig: 1969-1978, 1990-1994, 1999-2001
- TFF 3. Lig: 2001-2003
- Bölgesel Amatör Lig: 2003-

## Palmarès

### Competizioni nazionali
- TFF 3. Lig: 1

1977-1978, 1993-1994

## Palmarès
- TFF 3. Lig: 1977-1978, 1993-1994